# PHGR1
PHGR1 (англ. Proline, histidine and glycine rich 1) – білок, який кодується однойменним геном, розташованим у людей на 15-й хромосомі. Довжина поліпептидного ланцюга білка становить 82 амінокислот, а молекулярна маса — 7 706.
| 10         |  | 20         |  | 30         |  | 40         |  | 50         |
| ---------- |  | ---------- |  | ---------- |  | ---------- |  | ---------- |
| MDPGPKGHCH |  | CGGHGHPPGH |  | CGPPPGHGPG |  | PCGPPPHHGP |  | GPCGPPPGHG |
| PGPCGPPPHH |  | GPGPCGPPPG |  | HGPGHPPPGP |  | HH         |  |            |

C: Цистеїн

D: Аспарагінова кислота

G: Гліцин

H: Гістидин

K: Лізин

M: Метіонін